# 盧比揚卡廣場

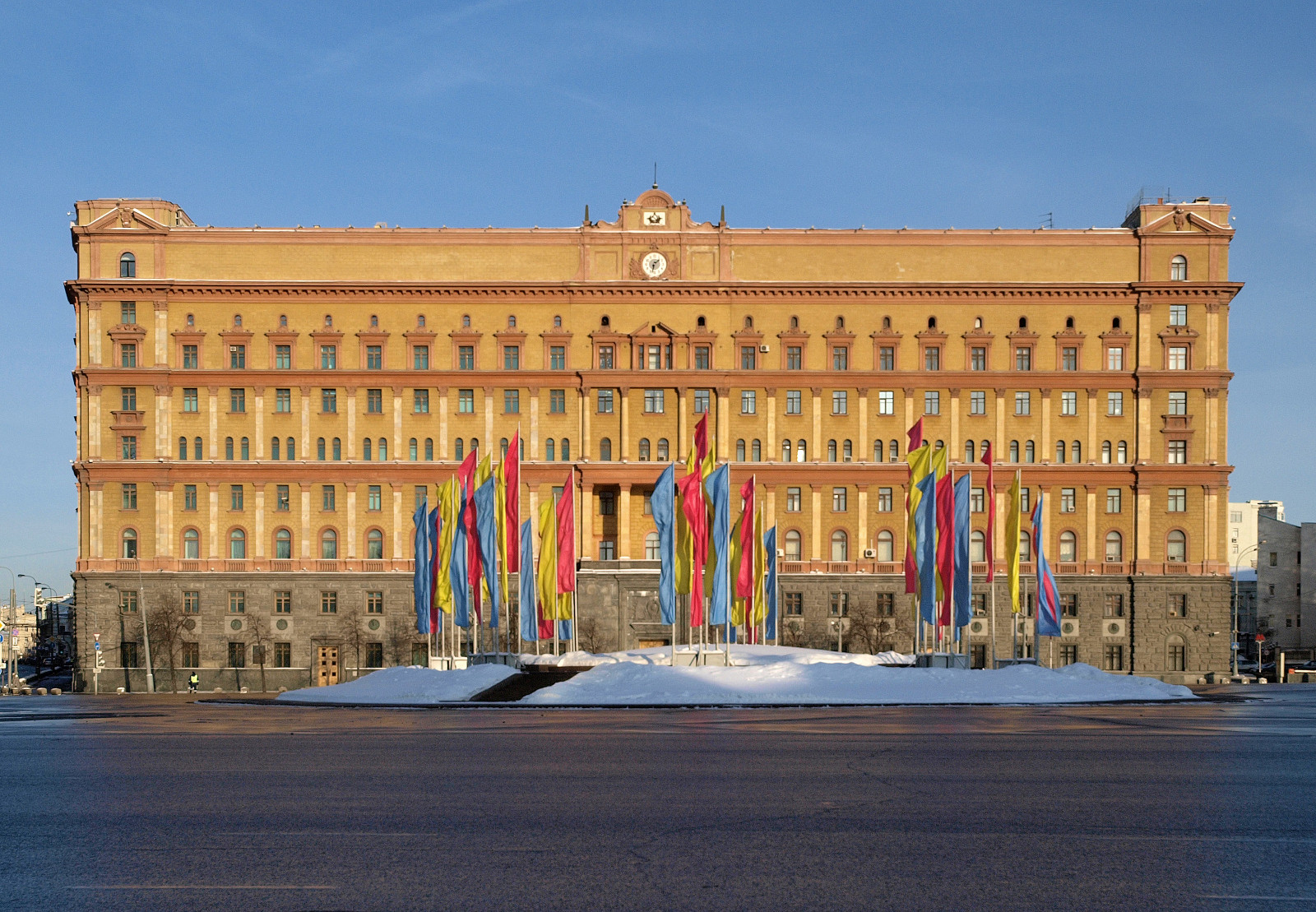
廣場上的聯邦安全局大樓

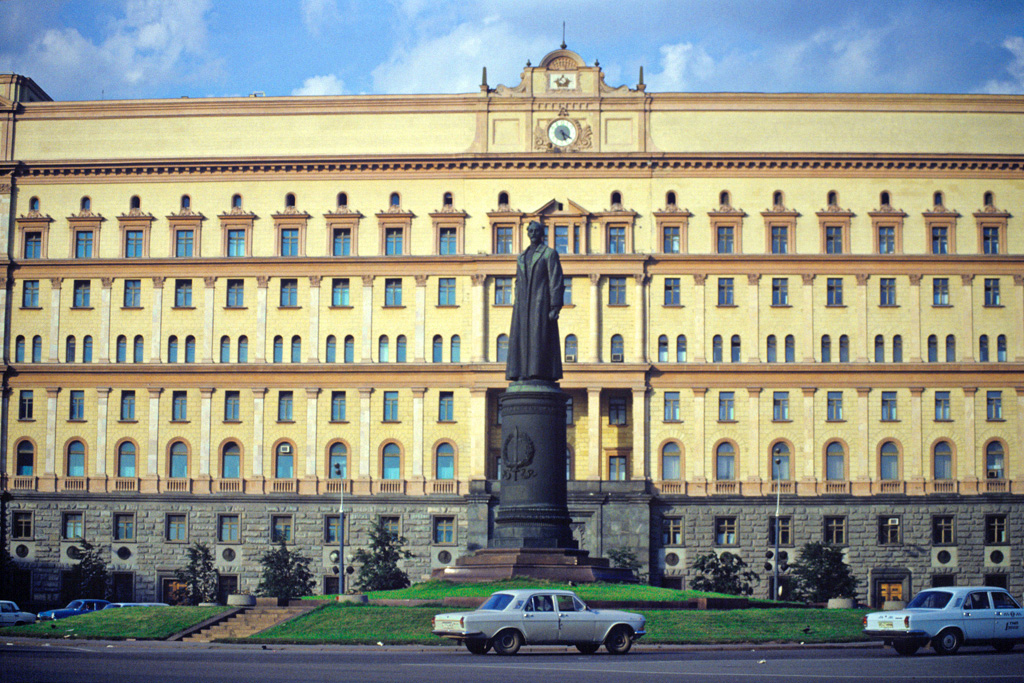
被拆除前的捷尔任斯基铜像

盧比揚卡廣場（俄语：Лубянская площадь）是俄羅斯首都的一個廣場，位於紅場東北900公尺。初見於1480年，是伊凡三世安置諾夫哥羅德遺民的地方，以諾市的一個區命名。
廣場11號的建築原來是俄羅斯保險公司，在蘇聯時期是情報機構的所地，先後是契卡、內務人民委員會、克格勃，現今则为俄羅斯聯邦安全局所用。廣場自1926年起以十月革命時情報首長費利克斯·捷爾任斯基命名，至1990年才恢復原名。人權組織在那一年更在廣場上樹立紀念碑，紀念古拉格受刑人。廣場中原有捷氏銅像在1991年八一九事件中被市民拆除，是俄罗斯去共化的象征性事件之一。
莫斯科地鐵在這裡亦設有盧比揚卡站。